# Pettyes pálmarigó
A pettyes pálmarigó (Geokichla guttata)  a madarak osztályának verébalakúak (Passeriformes) rendjébe és a rigófélék (Turdidae) családjába tartozó faj.

## Rendszerezése
A fajt Nicholas Aylward Vigors ír ornitológus írta le 1831-ben, a Turdus nembe Turdus guttatus néven.  Egyes szervezetek a Zoothera nembe sorolják Zoothera guttata néven.

## Alfajai
- Geokichla guttata maxis (G. Nikolaus, 1982) - Szudán déli része és Dél-Szudán
- Geokichla guttata fischeri (Hellmayr, 1901) - Kenya keleti része és Tanzánia keleti része
- Geokichla guttata belcheri (Benson, 1950) - Malawi déli része
- Geokichla guttata lippensi (Prigogine & Louette, 1984) - a Kongói Demokratikus Köztársaság délkeleti része
- Geokichla guttata guttata (Vigors, 1831) - a Dél-afrikai Köztársaság keleti része és Mozambik délnyugati része [2]

## Előfordulása
Afrika déli részén, a Dél-afrikai Köztársaság, Dél-Szudán, Kenya, a Kongói Demokratikus Köztársaság, Malawi, Mozambik, Szudán és Tanzánia területén honos. 
Természetes élőhelyei a szubtrópusi vagy trópusi síkvidéki és hegyi esőerdők, valamint száraz erdők és cserjések. Vonuló faj.

## Megjelenése
Testhossza 23 centiméter, testtömege 45-78 gramm.

## Életmódja
Földigilisztákkal, puhatestűekkel, rovarok és a lárváikkal, termeszekkel, hangyákkal és magvakkal táplálkozik.

## Természetvédelmi helyzete
Az elterjedési területe rendkívül nagy, egyedszáma 2500 alatti és csökken. A Természetvédelmi Világszövetség Vörös listáján veszélyeztetett fajként szerepel.